# V1674 Herculis
V1674 Herculis, även känd som Nova Herculis 2021, är en dubbelstjärna i den södra delen av stjärnbilden Herkules. Den hade en högsta skenbar magnitud av ca 6,0 och var då svagt synlig för blotta ögat under goda ljusförhållanden. 

## Upptäckt och förlopp

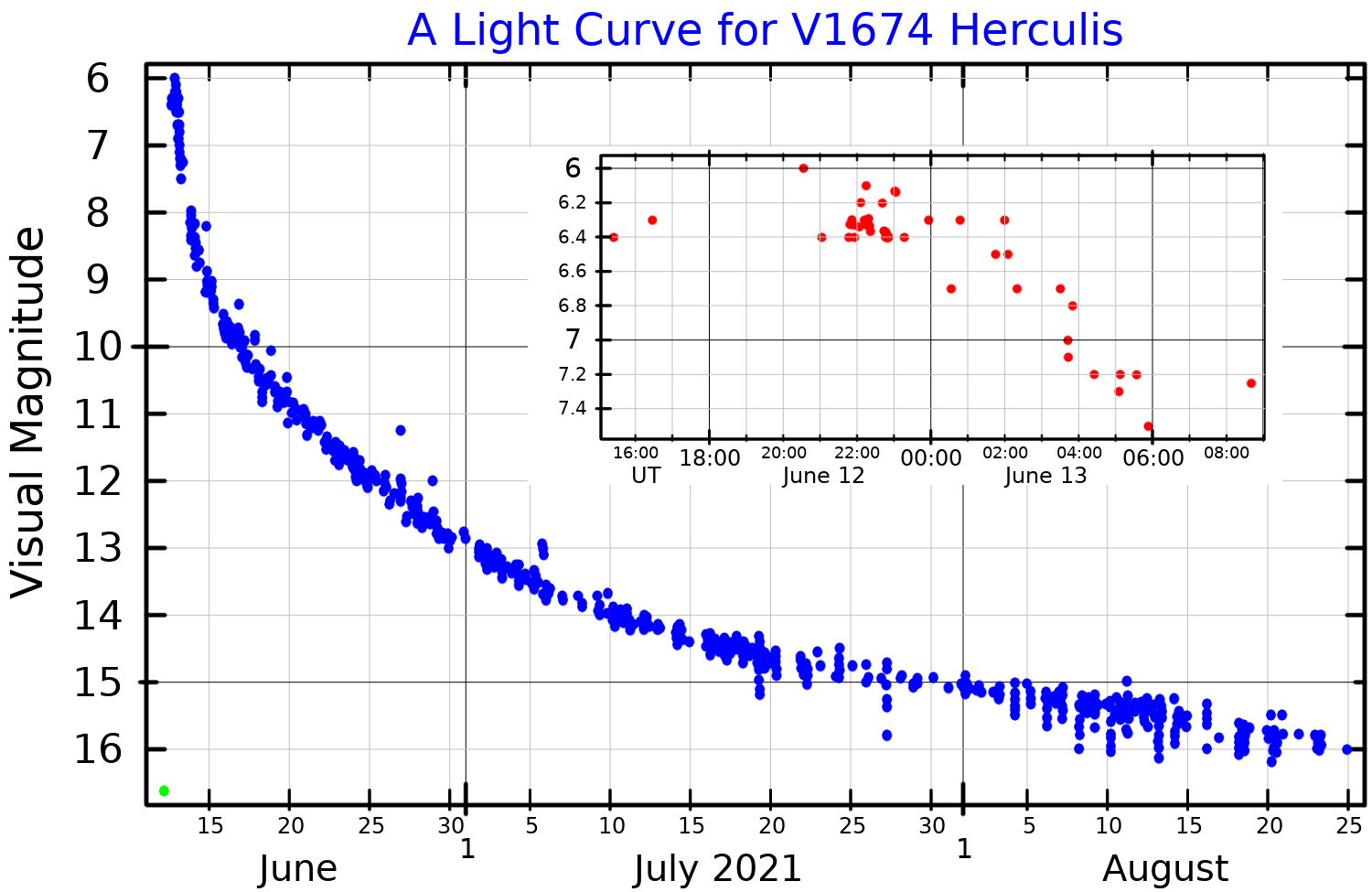
Ljuskurva i visuell bandet för Nova Herculis 2021, plottad från AAVSO-data. Den gröna punkten i det nedre vänstra hörnet visar ASAS-SN -datapunkten före upptäckten. Den infällda plotten visar tiden för maximal ljusstyrka.

V1674 Herculis upptäcktes den 12 juni 2021 av Seiji Ueda från Kushiro, Japan, bara timmar innan den uppnådde maximal ljusstyrka. Upptäcktsbilderna togs med en Canon EOS 6D digitalkamera med en 200 mm lins, när novan var på magnituden 8,4. Efterföljande analys av ASAS-SN-data visade att stjärnan hade en magnitud på 16,62 ( g-band ) 8,4 timmar innan den upptäcktes. Av de galaktiska novorna för vilka detaljerade ljuskurvor finns tillgängliga, hade V1674 Herculis den snabbaste nedgången från toppljusstyrkan som någonsin observerats. Denna nova har kunnat observeras i hela det elektromagnetiska spektrumet, från radio- till gammastrålning.
Alla novor är dubbelstjärnor, bestående av en vit dvärg som kretsar kring en massförlorande "donatorstjärna". Fotometriska observationer tagna under juni, juli och augusti 2021 fann att binära pars omloppsperiod är 3,670416 ± 0,0008 timmar. Zwicky Transient Facility hade observerat området på himlen som innehåller V1674 Herculis sedan mars 2018, och analys av dessa data gav en rotationsperiod på 8,357 minuter för den vita dvärgen.
Infraröd spektroskopi av V1674 Herculis under de första 70 dygnen av dess utveckling, den snabbaste novan någonsin, visar ett rikt emissionslinjespektrum med bland annat stark koronal linjeemission med komplexa strukturer. Väteledningsflödena, i kombination med ett avstånd på 4,7 +1,3−−1,0 kpc, ger en övre gräns för massan av utkastat väte av Mej=1,4+0,8−1,2×10−3 solmassa. Koronallinjerna uppträdde vid mitten av elfte dygnet, den tidigaste början som hittills observerats för någon klassisk nova, innan det fanns en uppenbar källa till joniserande strålning.